# A-2005
A-2005 es una carretera de acceso a la A-382/N-342 desde la Avenida Fernando Portillo de Jerez de la Frontera.

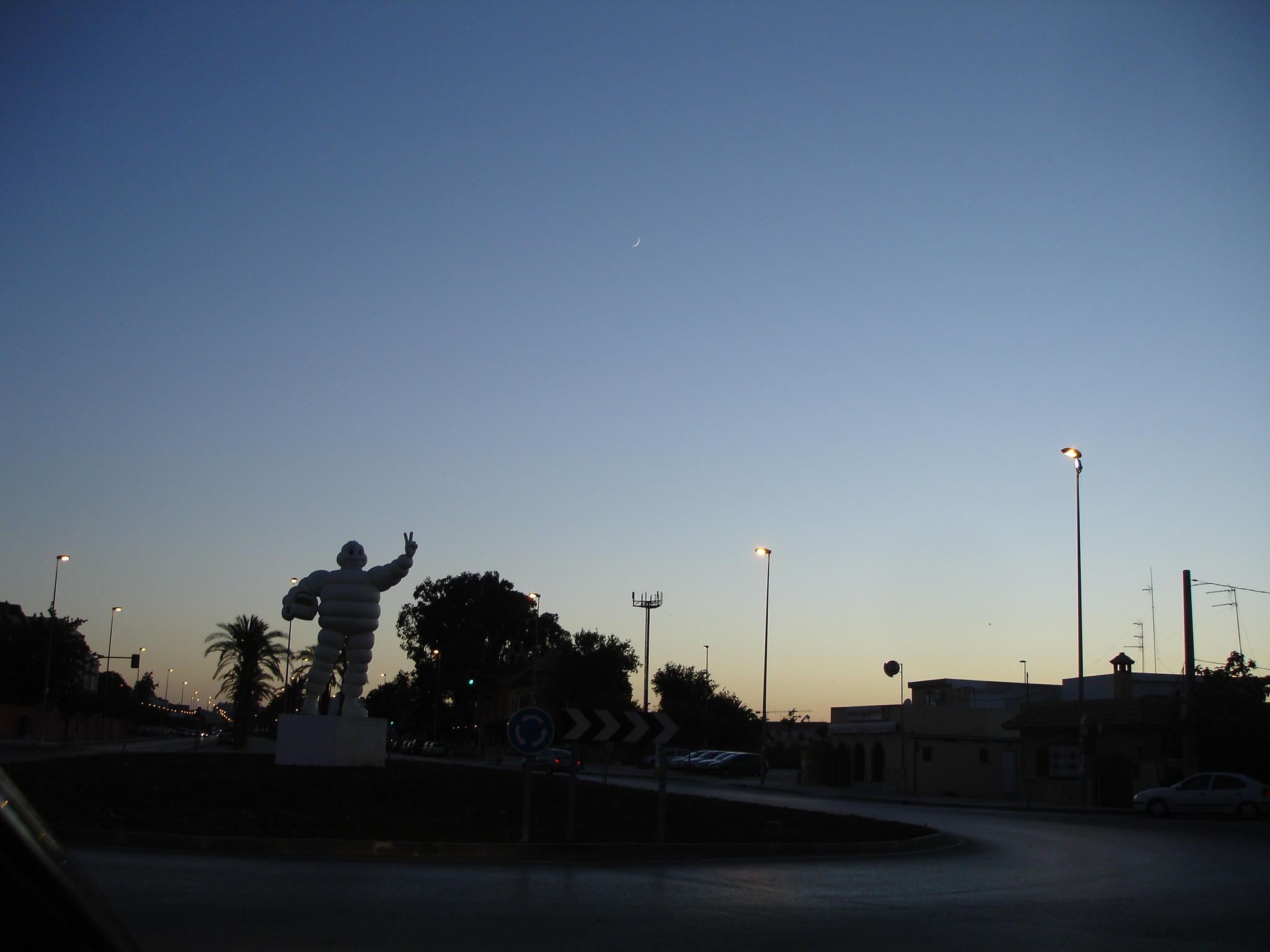
Glorieta al inicio de la carretera

- Datos: Q5653206